# The Escape on the Limited
The Escape on the Limited è un cortometraggio muto del 1915 diretto da  J.P. McGowan che è anche interprete del film nei panni del cassiere disonesto.
È il settimo episodio del serial The Hazards of Helen.

## Trama
Il cassiere Brandt fugge con la cassa della compagnia. Per evitare che Helen riesca a chiamare aiuto, la lega e taglia i fili del telefono. La ragazza viene liberata dal detective Sheridan con cui si mette sulle tracce del ladro. Questi, per evitare la cattura, salta giù dal treno, rimanendo ucciso.

## Produzione
Il film fu prodotto dalla Kalem Company.

## Distribuzione
Distribuito dalla General Film Company, uscì nelle sale cinematografiche degli Stati Uniti il 26 dicembre 1914 anche con il titolo The Hazards of Helen: The Escape on the Limited, settimo episodio del serial della Kalem.